# MSMD durch kompletten RORgamma-Rezeptor-Mangel
Die MSMD durch kompletten RORgamma-Rezeptor-Mangel ist eine sehr seltene angeborene Mendelsche Anfälligkeit für Erkrankungen durch Mykobakterien durch kompletten Mangel an RAR-related orphan receptor gamma (ROR-γ), einem spezifischen Kernrezeptor. Es handelt sich um eine Form der Autosomal-rezessiven Suszeptibilität für Mykobakteriosen durch kompletten Defekt mit Krankheitsbeginn bereits in den ersten Lebensjahren.
Synonyme sind: Mendelsche Anfälligkeit für Erkrankungen durch Mykobakterien, autosomal-rezessive, durch kompletten RORgamma-Rezeptor-Mangel; Autosomal-rezessiver primärer Immundefekt durch RORC-Genmutation
Die Erstbeschreibung stammt aus dem Jahre 2015 durch Satoshi Okada, Janet G. Markle, Elissa K. Deenick und Mitarbeiter.

## Verbreitung
Die Häufigkeit wird mit unter 1 zu 1.000.000 angegeben, die Vererbung erfolgt  autosomal-rezessiv.

## Ursache
Der Erkrankung liegen Mutationen im RORC-Gen auf Chromosom 1 Genort q21.3 zugrunde, welches für den RAR-Related Orphan Receptor C  kodiert.

## Klinische Erscheinungen
Klinische Kriterien sind:
- Krankheitsbeginn bereits als Säugling mit Anfälligkeit für Infektionen mit Candida albicans und Mycobacterium bovis
- chronische mukokutane Kandidose (Soor)
- disseminierte mykobakterielle Erkrankung
- keine tastbaren Lymphknoten in Achselhöhle und am Hals
- relativ kleiner Thymus
- unterschiedlich ausgeprägte Hepatosplenomegalie

## Diagnose
Die medizinische Labordiagnostik ergibt eine leichte Lymphopenie an T-Zellen, Fehlen von T-Killerzellen, auch in der Schleimhaut.